# Argenbühl
Argenbühl è un comune tedesco di 6 836 abitanti situato nel land del Baden-Württemberg.